# ホットクロスバン

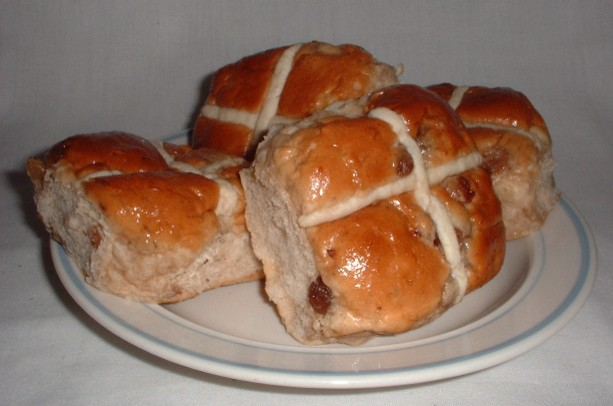
ホットクロスバン

ホットクロスバン（英語：hot cross bun）は、イギリスの菓子パン（バン）の一種。オーストラリア、アングロアメリカなど英語圏のアングロ・サクソン系住民の多い地域でよく見られる。

## 概要
ドライフルーツなどが入った甘いパンで、上にアイシングなどで十字の飾りがつけられているのが特徴である。伝統的には、四旬節の期間中（灰の水曜日から聖土曜日まで）に食べるホットクロスバンには乳製品（乳・バター）と卵を使うことができない。
表面の十字はイエス・キリストの受難を表し、伝統的に聖金曜日に食べるものとされる。実際には、イースター以外の時期にも日常的に食べられている。